# CXCL5
CXCL5, hemokin (C-X-C motiv) ligand 5 protein je kod ljudi kodiran CXCL5 genom. CXCL5 protein je mali citokin iz CXC hemokin familije koji je takođe poznat kao epitelijalni neutrofil-aktivirajući peptid 78 (ENA-78). On se proizvodi nakon stimulacije ćelija sa inflamatornim citokinima interleukin-1 ili tumor nekrozis faktorom-alfa. CXCL5 ekspresija je takođe bila primećena u eosinofilima, i ona može biti inhibirana sa tip II interferonom . Ovaj hemokin stimuliše hemotaksu neutrofila koji poseduje angiogene osobine. On pobuđuje te efekte putem interakcije sa hemokin receptorom  na ćelijskoj površini. CXCL5 gen je kodiran na četiri eksona. On je lociran na ljudskom hromozomu 4 zajedno sa nekoliko drugih CXC hemokin gena. CXCL5 je bio impliciran u remodelovanje veznog tkiva.

## Dodatna literatura
- Duchene J, Lecomte F, Ahmed S, Cayla C, Pesquero J, Bader M, Perretti M, Ahluwalia A (2007). „A novel inflammatory pathway involved in leukocyte recruitment: role for the kinin B1 receptor and the chemokine CXCL5.”. J. Immunol. 179 (7): 4849—56. PMID 17878384.
- Walz A, Schmutz P, Mueller C, Schnyder-Candrian S (1997). „Regulation and function of the CXC chemokine ENA-78 in monocytes and its role in disease.”. J. Leukoc. Biol. 62 (5): 604—11. PMID 9365115.
- Struyf S, Proost P, Van Damme J (2004). „Regulation of the immune response by the interaction of chemokines and proteases.”. Adv. Immunol. 81: 1—44. PMID 14711052. doi:10.1016/S0065-2776(03)81001-5.
- Walz A; Burgener R; Car B;  . (1992). „Structure and neutrophil-activating properties of a novel inflammatory peptide (ENA-78) with homology to interleukin 8.”. J. Exp. Med. 174 (6): 1355—62. PMC 2119025 . PMID 1744577. doi:10.1084/jem.174.6.1355.
- Power CA, Furness RB, Brawand C, Wells TN (1995). „Cloning of a full-length cDNA encoding the neutrophil-activating peptide ENA-78 from human platelets.”. Gene. 151 (1-2): 333—4. PMID 7828901. doi:10.1016/0378-1119(94)90682-3.
- Corbett MS, Schmitt I, Riess O, Walz A (1995). „Characterization of the gene for human neutrophil-activating peptide 78 (ENA-78).”. Biochem. Biophys. Res. Commun. 205 (1): 612—7. PMID 7999089. doi:10.1006/bbrc.1994.2709.
- Koch AE; Kunkel SL; Harlow LA;  . (1994). „Epithelial neutrophil activating peptide-78: a novel chemotactic cytokine for neutrophils in arthritis.”. J. Clin. Invest. 94 (3): 1012—8. PMC 295150 . PMID 8083342. doi:10.1172/JCI117414.
- Power CA, Clemetson JM, Clemetson KJ, Wells TN (1996). „Chemokine and chemokine receptor mRNA expression in human platelets.”. Cytokine. 7 (6): 479—82. PMID 8580362. doi:10.1006/cyto.1995.0065.
- Ahuja SK, Murphy PM (1996). „The CXC chemokines growth-regulated oncogene (GRO) alpha, GRObeta, GROgamma, neutrophil-activating peptide-2, and epithelial cell-derived neutrophil-activating peptide-78 are potent agonists for the type B, but not the type A, human interleukin-8 receptor.”. J. Biol. Chem. 271 (34): 20545—50. PMID 8702798. doi:10.1074/jbc.271.34.20545.
- Keates S; Keates AC; Mizoguchi E;  . (1997). „Enterocytes are the primary source of the chemokine ENA-78 in normal colon and ulcerative colitis.”. Am. J. Physiol. 273 (1 Pt 1): G75—82. PMID 9252512.
- Wuyts A; Proost P; Lenaerts JP;  . (1998). „Differential usage of the CXC chemokine receptors 1 and 2 by interleukin-8, granulocyte chemotactic protein-2 and epithelial-cell-derived neutrophil attractant-78.”. Eur. J. Biochem. 255 (1): 67—73. PMID 9692902. doi:10.1046/j.1432-1327.1998.2550067.x.
- Wyrick PB; Knight ST; Paul TR;  . (1999). „Persistent chlamydial envelope antigens in antibiotic-exposed infected cells trigger neutrophil chemotaxis.”. J. Infect. Dis. 179 (4): 954—66. PMID 10068592. doi:10.1086/314676.
- Wuyts A; Govaerts C; Struyf S;  . (1999). „Isolation of the CXC chemokines ENA-78, GRO alpha and GRO gamma from tumor cells and leukocytes reveals NH2-terminal heterogeneity. Functional comparison of different natural isoforms.”. Eur. J. Biochem. 260 (2): 421—9. PMID 10095777. doi:10.1046/j.1432-1327.1999.00166.x.
- Hogaboam CM; Bone-Larson CL; Steinhauser ML;  . (1999). „Novel CXCR2-dependent liver regenerative qualities of ELR-containing CXC chemokines.”. FASEB J. 13 (12): 1565—74. PMID 10463948.
- Luu NT, Rainger GE, Nash GB (2000). „Differential ability of exogenous chemotactic agents to disrupt transendothelial migration of flowing neutrophils.”. J. Immunol. 164 (11): 5961—9. PMID 10820279.
- Crane IJ, Wallace CA, McKillop-Smith S, Forrester JV (2000). „Control of chemokine production at the blood-retina barrier.”. Immunology. 101 (3): 426—33. PMC 2327097 . PMID 11106948. doi:10.1046/j.0019-2805.2000.01105.x.
- Zhang C; Thornton MA; Kowalska MA;  . (2001). „Localization of distal regulatory domains in the megakaryocyte-specific platelet basic protein/platelet factor 4 gene locus.”. Blood. 98 (3): 610—7. PMID 11468158. doi:10.1182/blood.V98.3.610.
- Chandrasekar B; Melby PC; Sarau HM;  . (2003). „Chemokine-cytokine cross-talk. The ELR+ CXC chemokine LIX (CXCL5) amplifies a proinflammatory cytokine response via a phosphatidylinositol 3-kinase-NF-kappa B pathway.”. J. Biol. Chem. 278 (7): 4675—86. PMID 12468547. doi:10.1074/jbc.M207006200.
- Strausberg RL; Feingold EA; Grouse LH;  . (2003). „Generation and initial analysis of more than 15,000 full-length human and mouse cDNA sequences.”. Proc. Natl. Acad. Sci. U.S.A. 99 (26): 16899—903. PMC 139241 . PMID 12477932. doi:10.1073/pnas.242603899.

## Spoljašnje veze
- Platelet+factor+5 на 